# Махабир, Эррол
Эррол Эдвард Махабир (англ. Errol Edward Mahabir; 25 февраля 1931, Сан-Фернандо, Тринидад и Тобаго, Британская Вест-Индия — 19 сентября 2015) — государственный деятель Тринидада и Тобаго, министр иностранных дел (1985—1986).

## Биография
Получил степень бакалавра в области менеджмента и администрирования Колумбийского Тихоокеанского университета.
В 1959 г. вступил в Народное Национальное Движение и стал одним из трех заместителей председателя этой партии.
В 1960—1963 гг. избирался заместителем мэра, а в 1963—1966 гг. — мэром Сан-Фернандо.
В 1966 г. был избран в парламент Тринидада и Тобаго.
На протяжении двадцати лет входил в состав правительства страны:
- 1969—1971 гг. — министр труда и социального обеспечения,
- 1971—1973 гг. — министр труда,
- 1973—1976 гг. — министр промышленности и торговли,
- 1976—1979 гг. — министр нефти и горнорудной промышленности,
- 1979—1981 гг. — министр энергетики и энергетической промышленности. На этом посту курировал создание Национальной газовой компании, задачей которой была доставка шельфого газа к промышленным объектам,
- 1981—1985 гг. — министр труда, социального обеспечения и кооперации,
- 1985—1986 гг. — министр иностранных дел.

После ухода в отставку перешел на работу в бизнес, помогая своей семье в управлении компании Damus Group, а также входил в советы директоров многих государственных и частных компаний.

## Награды и звания
В 2010 г. был удостоен тринидадской золотой медали Chaconia (Chaconia Gold Medal).